# Abalá (Iucatã)
Abalá é um município do estado do Iucatã, no México. Conta com uma extensão territorial de 301,45 km². A população do município calculada no censo 2005 era de 5.976 habitantes.